# Gnophos mendolensis
Gnophos mendolensis là một loài bướm đêm trong họ Geometridae.